# Ignacio Fernández de Castro
Ignacio Fernández de Castro Sánchez de Cueto (Comillas, 1919 - Sant Joan de Mallorca, 17 de setembre de 2011) va ser un sociòleg i advocat espanyol, especialment destacat per les seves obres entorn de la sociologia de l'educació i per la seva activitat antifranquista.
Llicenciat en Dret per la Universitat d'Oviedo, durant els seus primers anys va exercir com a advocat laboralista. A la fi de la dècada de 1950 va fundar, juntament amb Julio Cerón Ayuso i Jesús Ibáñez el Frente de Liberación Popular (conegut com a FELIPE). La persecució del règim franquista el va portar a refugiar-se en l'ambaixada de França a Espanya el 1962. Posteriorment es va exiliar a París, on va romandre fins a la dècada de 1970 en què va poder tornar a Espanya. Va fundar Equipo de Estudios, un grup de treball d'intel·lectuals espanyols sobre la realitat social de l'època, institució que després va quedar vinculada a la Universitat Complutense de Madrid. Va ser en aquest moment quan va concentrar els seus esforços i obra en l'àmbit de la sociologia de l'educació. Durant el seu exili va participar activament en Ruedo Ibérico, on va publicar una part important de les seves obres. També va col·laborar amb El Viejo Topo.
El 1978, va ser triat per Emilio Martínez-Lázaro per protagonitzar al costat d'una jove Gracia Querejeta el seu primer llargmetratge, Las palabras e Max, Os d'Or al Festival de Berlín.

## Obres més significatives
- La demagogia de los hechos Ed. Ruedo Ibérico, París 1963.
- De las Cortes de Cádiz al Plan de Desarrollo. Ed. Ruedo Ibérico, París, 1968.
- Fuerza de Trabajo en España. Cuadernos para el Diálogo, Madrid, 1972
- Clases sociales en España en los umbrales de los años setenta. (junto a Antonio Goytre) Ed. Siglo XXI, Madrid 1974
- El hombre mercancía. (junto a Carmen Elejabeitia) Ed. Querejeta, Madrid 1974
- Reforma educativa y desarrollo capitalista. Ed. Cuadernos para el Diálogo, Madrid 1973
- Sistema educativo y demografía. Ed. Siglo XXI, Madrid 1980
- Crítica a la modernidad. (junto a Carmen Elejabeitia) Ed. Fontamara, Barcelona 1983
- Tigres de papel Ed. Equipo de Estudios, Madrid 1984
- Teoría sobre la revolución. Ed. Taurus 1959